# Liepājas universitet
Liepājas universitet (lettiska: Liepajas Universitāte) är ett universitet i Liepāja i Lettland.
Liepājas universitet grundades 1954 som Liepājas pedagogiska akademi (lettiska: Liepājas Pedagoģijas akadēmija). År 1993 ändrades namnet till Liepājas pedagogiska institut (lettiska: Liepājas Pedagoģiskais institūts). 
År 2008 fick Liepājas universitet status som fullvärdigt universitet. Det har ett 30-tal utbildningsprogram med totalt cirka 2.000 studenter.
Universitetet har fyra fakulteter:
1. Humanvetenskap och konst
2. Pedagogik och socialt arbete
3. Management och samhällsvetenskap
4. Vetenskap och teknik